# Шмалькальден-Майнинген (район)
Шмалькальден-Майнинген (нем. Schmalkalden-Meiningen) — район в Германии. Центр района — город Майнинген. Район входит в землю Тюрингия. Занимает площадь 1210,14 км². Население — 137 973 чел. Плотность населения — 114 человек/км².
Официальный код района — 16 0 66.
Район подразделяется на 76 общин.

## Города и общины
Города
1. Броттероде (3 043)
2. Майнинген (21 642)
3. Оберхоф (1 612)
4. Шмалькальден (17 893)
5. Штайнбах-Халленберг (5 747)
6. Вазунген (3 736)
7. Целла-Мелис (12 355)

Общины
1. Бенсхаузен (2 676)
2. Брайтунген (5 259)
3. Фамбах (1 964)
4. Хеслес (400)
5. Роза (811)
6. Росдорф (717)
7. Флох-Зелигенталь (6 832)
8. Хеннеберг (667)
9. Херпф (955)
10. Рёнблик (3 047)
11. Рипперсхаузен (967)
12. Шваллунген (2 768)
13. Штепферсхаузен (666)
14. Зюльцфельд (886)
15. Трузеталь (4 154)
16. Унтермасфельд (1 352)
17. Вернсхаузен (3 158)

Объединения общин
Управление Дольмар
1. Христес (691)
2. Дильштедт (866)
3. Кюндорф (1 110)
4. Рор (1 048)
5. Шварца (1 402)
6. Утендорф (509)

Управление Грабфельд
1. Берунген (671)
2. Берках (389)
3. Бибра (604)
4. Эксдорф (551)
5. Юхзен (1 597)
6. Нордхайм (255)
7. Квайенфельд (542)
8. Рентвертсхаузен (308)
9. Швикерсхаузен (367)
10. Вольфмансхаузен (447)

Управление Хазельгрунд
1. Альтерсбах (556)
2. Бермбах (593)
3. Обершёнау (935)
4. Роттероде (857)
5. Шпрингштилле (626)
6. Унтершёнау (613)
7. Фирнау (2 179)

Управление Хоэ-Рён
1. Ашенхаузен (183)
2. Биркс (183)
3. Эрбенхаузен (623)
4. Франкенхайм-на-Рёне (1 255)
5. Кальтензундхайм (895)
6. Кальтенвештайм (1 050)
7. Мельперс (105)
8. Оберкац (279)
9. Обервайд (583)
10. Унтервайд (502)

Управление Зальцбрюкке
1. Бауербах (279)
2. Бельрит (399)
3. Айнхаузен (501)
4. Эллингсхаузен (279)
5. Лойтерсдорф (291)
6. Нойбрунн (618)
7. Обермасфельд-Гримменталь (1 316)
8. Риченхаузен (372)
9. Фахдорф (846)
10. Вёльферсхаузен (394)

Управление Вазунген-Амт-Занд
1. Фридельсхаузен (351)
2. Хюмпферсхаузен (445)
3. Мемельс (398)
4. Метцельс (701)
5. Эпферсхаузен (520)
6. Унтеркац (439)
7. Ванс (485)
8. Вальбах (382)
9. Вальдорф (2 276)
10. Вазунген (3 736)